# Piotr Śmiłowicz
Piotr Olgierd Śmiłowicz (ur. 28 czerwca 1965 w Warszawie) – polski dziennikarz i publicysta polityczny.

## Życiorys
Absolwent LIII Liceum Ogólnokształcącego Stowarzyszenia PAX pod wezwaniem Św. Augustyna w Warszawie (1984) i Wydziału Biologii Uniwersytetu Warszawskiego (1993). Jako dziennikarz pracował w Agencji Informacyjnej SIS-Serwis (1994), „Życiu Warszawy” (1994–1996), Polskiej Agencji Prasowej (1998–2001), „Życiu” (2001–2002), „Rzeczpospolitej” (2003–2007), „Newsweeku Polska” (2007–2012), „Wprost” (2012–2013), ponownie PAP (2014–2023), gdzie przez pierwsze lata zajmował się gospodarką, „Tygodniku Powszechnym” (2024–2025). W latach 2023–24 współpracował też z portalem Gazeta.pl.
Pracował również w Biurze Prasowym Rządu Urzędu Rady Ministrów (1993–1994) oraz Ośrodku KARTA (1996–98), gdzie był pierwszym koordynatorem „Słownika biograficznego. Opozycja w PRL 1956–89”. W latach 2016–2025 był też członkiem Zarządu Stowarzyszenia Pamięci Powstania Warszawskiego 1944 (od 2022 sekretarzem), a w latach 2015–2024 redaktorem naczelnym wydawanego przez SPPW 1944 półrocznika „Zeszyty Pamięci Powstania Warszawskiego”. Jest perkusistą Zaawansowanego Zespołu Niespokojnych Nóg.

## Publikacje
- Opozycja w PRL. Słownik biograficzny 1956–89. Tom 1, Redakcja: Jan Skórzyński, Paweł Sowiński, Małgorzata Strasz (2000, autor biogramów).
- Zbigniew Ziobro. Historia prawdziwa (2007, współautor Andrzej Stankiewicz)
- Donald Tusk. Droga do władzy (2008, współautor Andrzej Stankiewicz)

## Nagrody i wyróżnienia
- Nominacja do nagrody Grand Press w kategorii News w 2005[8]
- Nominacja do nagrody Grand Press w kategorii News w 2006 (wspólnie z Andrzejem Stankiewiczem)[9]
- Nominacja do nagrody Grand Press w kategorii Dziennikarstwo śledcze w 2009 (wspólnie z Andrzejem Stankiewiczem)[10]
- Nagroda dziennikarska im. Mariana Krzaka przyznawana przez Związek Banków Polskich (2018)[11]